# هوسپ تر-آستواتساتوریان
هوسپ آندریی تر-آستواتساتوریان (ارمنی: Հովսեփ Անդրեյի Տեր-Աստվածատրյան؛  زادهٔ ۱ مهٔ ۱۸۸۶ - درگذشته ۱۹ ژوئیهٔ ۱۹۳۸) مهندس اهل ارمنستان بود. وی بنیانگذار صنعت برق آبی در ارمنستان است.

## زندگی‌نامه
وی در ۱۹ مه [سبک قدیمی: ۱ مه] ۱۸۸۶ در شوشی به دنیا آمد و از آموزشگاه رئالیستی شوشی و دانشگاه ترابری سن پترزبورگ (۱۹۱۲) فارغ‌التحصیل گشت. همچنین برندهٔ جوایزی همچون نشان پرچم سرخ کار و نشان لنین شده است. وی (ژوئن) ۱۹۳۷ بازداشت شد در ۱۹ ژوئیهٔ ۱۹۳۸ در سن ۵۲ سالگی در زندان شهر ایروان درگذشت (اعدام شد). در سال ۱۹۵۴ پس از مرگش وی به اعاده حیثیت شد.

## یادداشت
1. ↑  Քանաքեռի ջրաէլեկտրակայան
2. ↑  Հիդրոնախագիծ գիտահետազոտական ինստիտուտի հայկական բաժանմունք

## نگارخانه

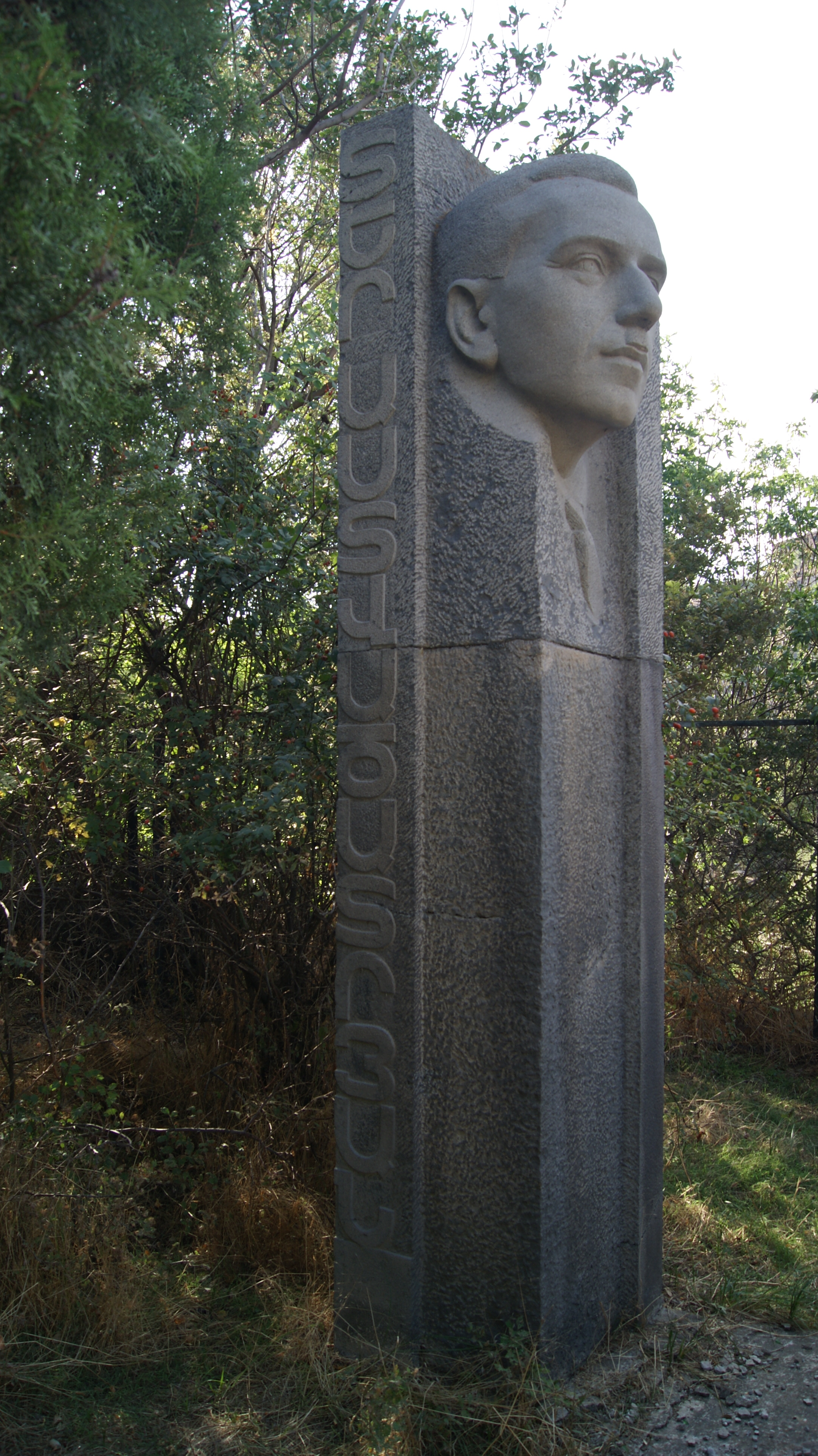
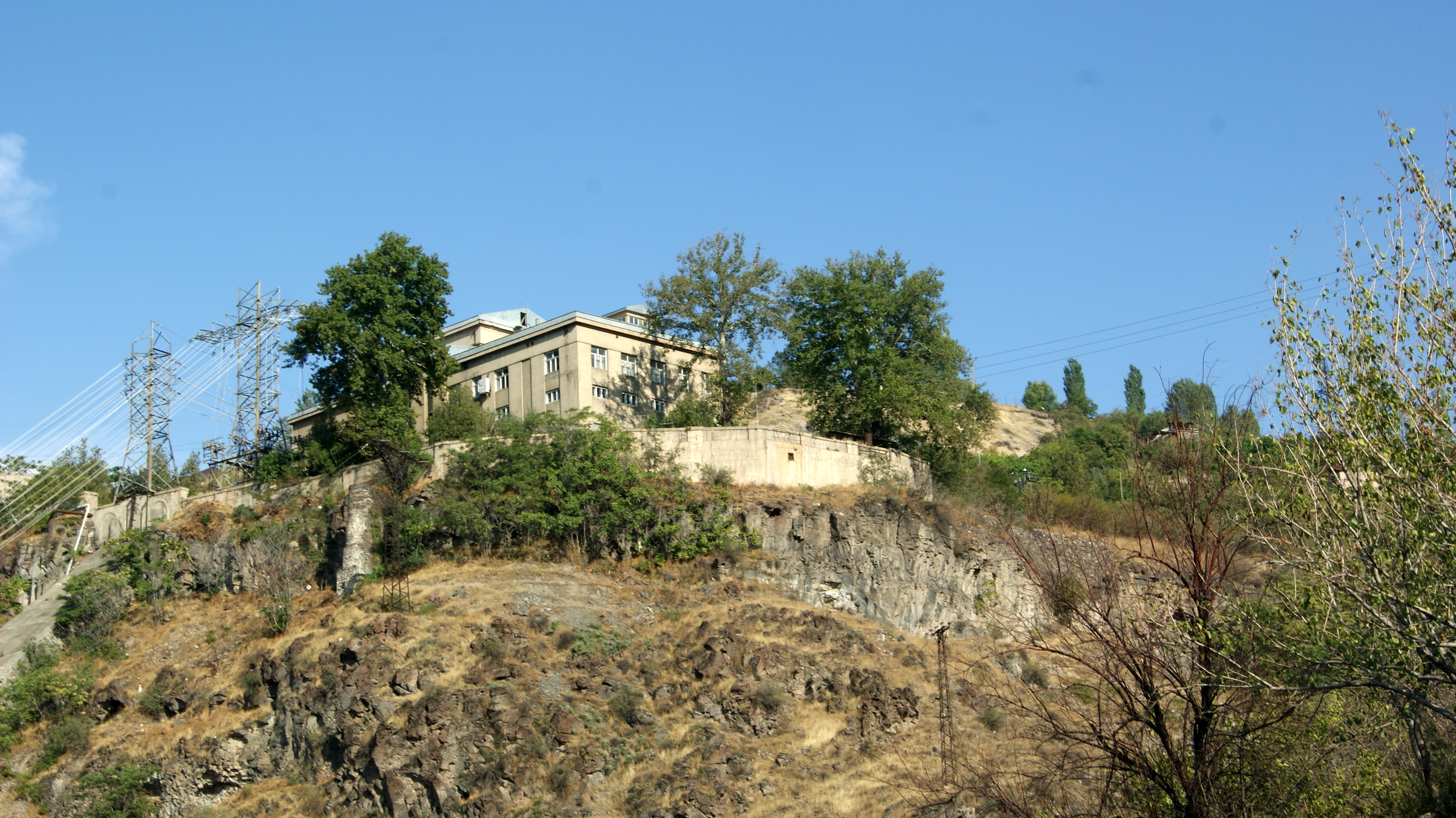
نیروگاه برق آبی هوسپ تر-آستواتساتوریان، کاناکر